# Briey (Frankrijk)
Briey is een plaats en voormalige gemeente in het Franse departement Meurthe-et-Moselle in de regio Grand Est en telt 5137 inwoners (2004). Briey is een commune déléguée in de commune nouvelle Val de Briey. Tegelijk is Briey de onderprefectuur van het het arrondissement Briey.

## Geschiedenis
In het midden van de 10e eeuw werd een kasteel gebouwd op een rotsachtige heuvel boven de Woigot. Dit kasteel hing af van de graven van Bar en later van de hertogen van Lotharingen. In 1273 kreeg Briey een stadscharter.
De plaats had erg te lijden onder de Dertigjarige Oorlog. Maar ook ervoor kende de stad al oorlogsgeweld. In 1475 werd ze ingenomen door Karel de Stoute. En in 1591 richtten hugenoten grote vernielingen aan. In 1660 liet de Franse koning de burcht van Briey ontmantelen.
Briey was al voor de Franse Revolutie een belangrijk administratief centrum en die bleef ook zo na de revolutie. Briey werd de onderprefectuur van een arrondissement. Maar ook de landbouw bleef belangrijk. Na 1870 ontwikkelde zich de metallurgie in het mijnbekken van Briey waar ijzererts werd gedolven. De explosieve industriële groei die bijvoorbeeld buurgemeente Jœuf onderging, ging voor een groot deel voorbij aan Briey.
De gemeente maakt sinds 22 maart 2015 deel uit van het kanton Pays de Briey. Daarvoor was het de hoofdplaats van het kanton Briey, dat op die dag opgeheven werd. Op 1 januari 2017 werd de gemeente opgeheven en met Mance en Mancieulles samengevoegd tot de commune nouvelle Val de Briey.

## Geografie
De oppervlakte van Briey bedraagt 27,2 km², de bevolkingsdichtheid is 188,9 inwoners per km².
De Woigot stroomt door Briey. Ten oosten van Briey ligt het bosgebied forêt de Moyeuvre.
De onderstaande kaart toont de ligging van Briey (Frankrijk) met de belangrijkste infrastructuur en aangrenzende gemeenten.

## Bezienswaardigheden
De Cité radieuse werd gebouwd in 1960 in opdracht van de HLM-maatschappij van het departement naar de plannen van architect Le Corbusier, en erkend als monument in 1993. Het gebouw is een van de vier appartementsgebouwen geïnspireerd op de originele Cité Radieuse die in 1947 gebouwd werd in Marseille.  

## Demografie
Onderstaande figuur toont het verloop van het inwonertal (bron: INSEE-tellingen).

## Bekende inwoners
- Francis Heaulme (1959), seriemoordenaar gekend als "le routard du crime" opgegroeid in de Cité Radieuse

## Partnergemeente
Er bestaat een jumelage met Niederaußem, gemeente Bergheim (Noordrijn-Westfalen), Duitsland.